# Claron A. Windus
Claron Auguste Windus (10 janvier 1850 – 18 octobre 1927) servit dans l'armée des États-unis pendant la guerre de Sécession en tant que tambour, puis pendant les guerres indiennes comme clairon et enfin, pendant la guerre hispano-américaine en tant que capitaine. Il reçut la Medal of Honor pour actes de bravoure au cours d'une bataille contre les Kiowas en 1870.

## Biographie
Windus est né le 10 janvier 1850, à Janesville, Wisconsin. Il a servi en tant que tambour pendant la guerre de Sécession. Comme il était trop jeune pour s'engager dans l'armée, il mentit pour rejoindre le 6e régiment de cavalerie des États-Unis. Il fut décoré de la Medal of Honor pour actes de bravoure, en tant que tambour, au cours d'une bataille contre les Kiowas dans le nord du Texas, le 12 juillet 1870.
Une fois démobilisé, Windus devint shérif adjoint à Brackettville, Texas. En 1877, Windus, alors qu'il tentait d'interpeller Adam Paine, un éclaireur séminole noir, suspecté d'homicide, abattit le suspect. Paine était aussi décoré de la Medal of Honor et ceci est le seul exemple connu de l'homicide un médaillé sur l'un de ses coreligionnaires.
Durant les 20 années suivantes, Windus fut agent des douanes et marshall adjoint.
En 1898, Windus se porta volontaire pour se rengager et fut nommé capitaine à la compagnie I du 9e régiment d'infanterie des États-Unis au cours de la guerre hispano-américaine.
Claron A. Windus est mort le 18 octobre 1927 à l'âge de 77 ans. Il fut inhumé au cimetière maçonnique de Brackettville, Texas.

## Médaille d'Honneur
Le libellé de sa citation est le suivant :

« Au nom du Président des États-unis d'Amérique, au nom du Congrès, nous avons le plaisir de décerner la Médaille d'Honneur au clairon Claron Windus, de l'armée des États-unis, pour acte de bravoure au combat le 12 juillet 1870, alors qu'il servait au sein de la compagnie L du 6ème Régiment de Cavalerie, à Wichita River, Texas. »